# Erminio Azzaro
Pour les articles homonymes, voir Azzaro.
Erminio Azzaro (né le 12 janvier 1948 à Pisciotta) est un athlète italien, spécialiste du saut en hauteur. 

## Biographie
Erminio Azzaro remporte la médaille de bronze du saut en hauteur lors des championnats d'Europe d'athlétisme 1969, à Athènes, devancé par le Soviétique Valentin Gavrilov et le Finlandais Reijo Vähälä.
Il s'adjuge six titres de champion d'Italie au saut en hauteur : quatre en plein air en 1966, 1969, 1970 et 1971, et deux en salle en 1970 et 1971.
Il est l'époux de la sauteuse en hauteur Sara Simeoni.

### Palmarès
| Date | Compétition           | Lieu    | Résultat | Épreuve         | Performance |
| ---- | --------------------- | ------- | -------- | --------------- | ----------- |
| 1969 | Championnats d'Europe | Athènes | 3e       | Saut en hauteur | 2,17 m      |

### Records
| Épreuve         | Performance | Lieu  | Date         |
| --------------- | ----------- | ----- | ------------ |
| Saut en hauteur | 2,18 m      | Rieti | 28 août 1971 |